# Lago Tsomgo
El lago Tsomgo (también llamado lago Changu) es un extenso lago del Himalaya indio, localizado en el este del estado de Sikkim.

## Etimología
En la lengua bhutia, "Tso" significa lago, y "Mgo" significa cabeza, por lo que en bhutia Tsomgo significa literalmente "origen del lago".

## Descripción

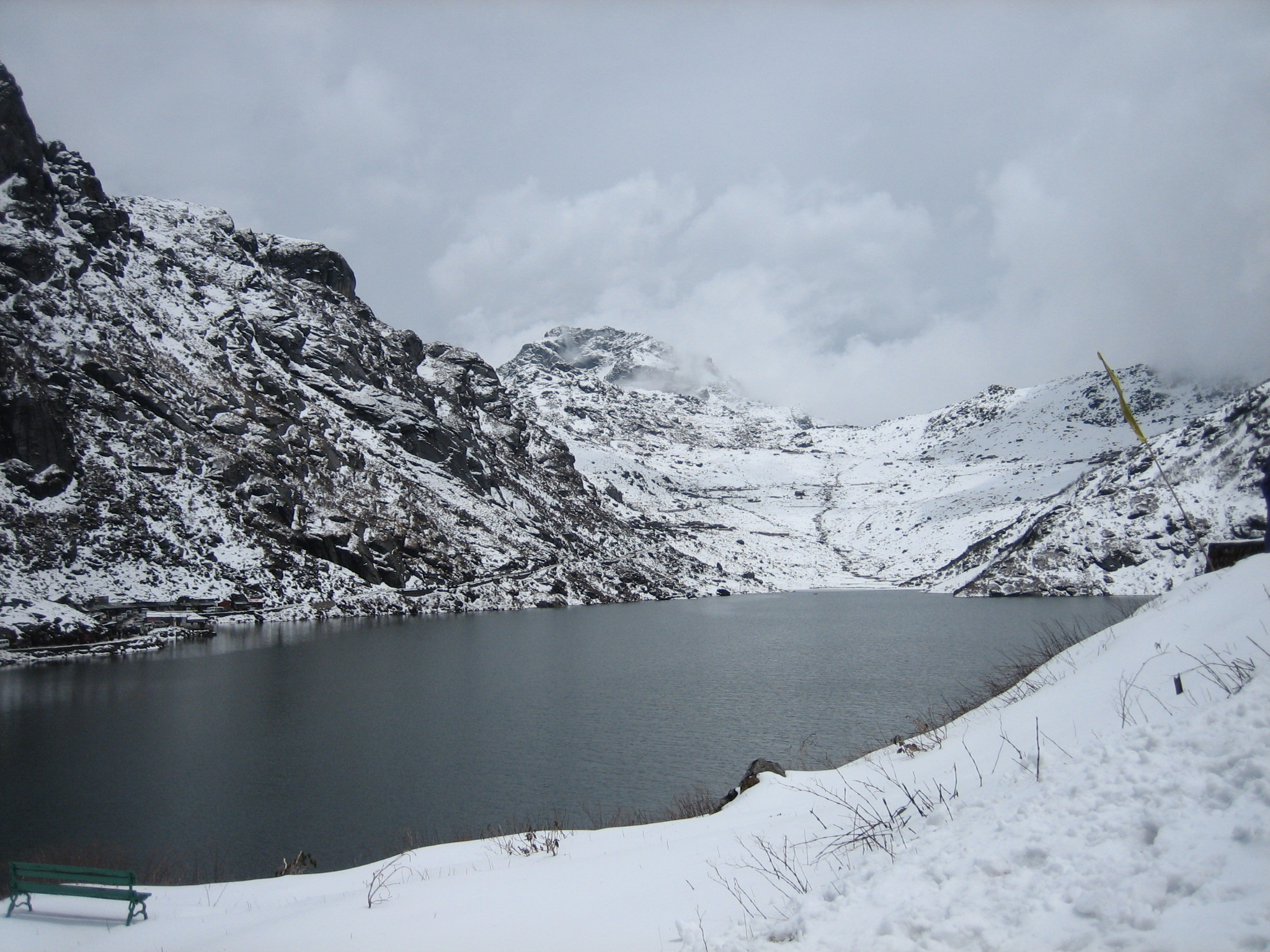
El lago Tsomgo en el mes de abril.

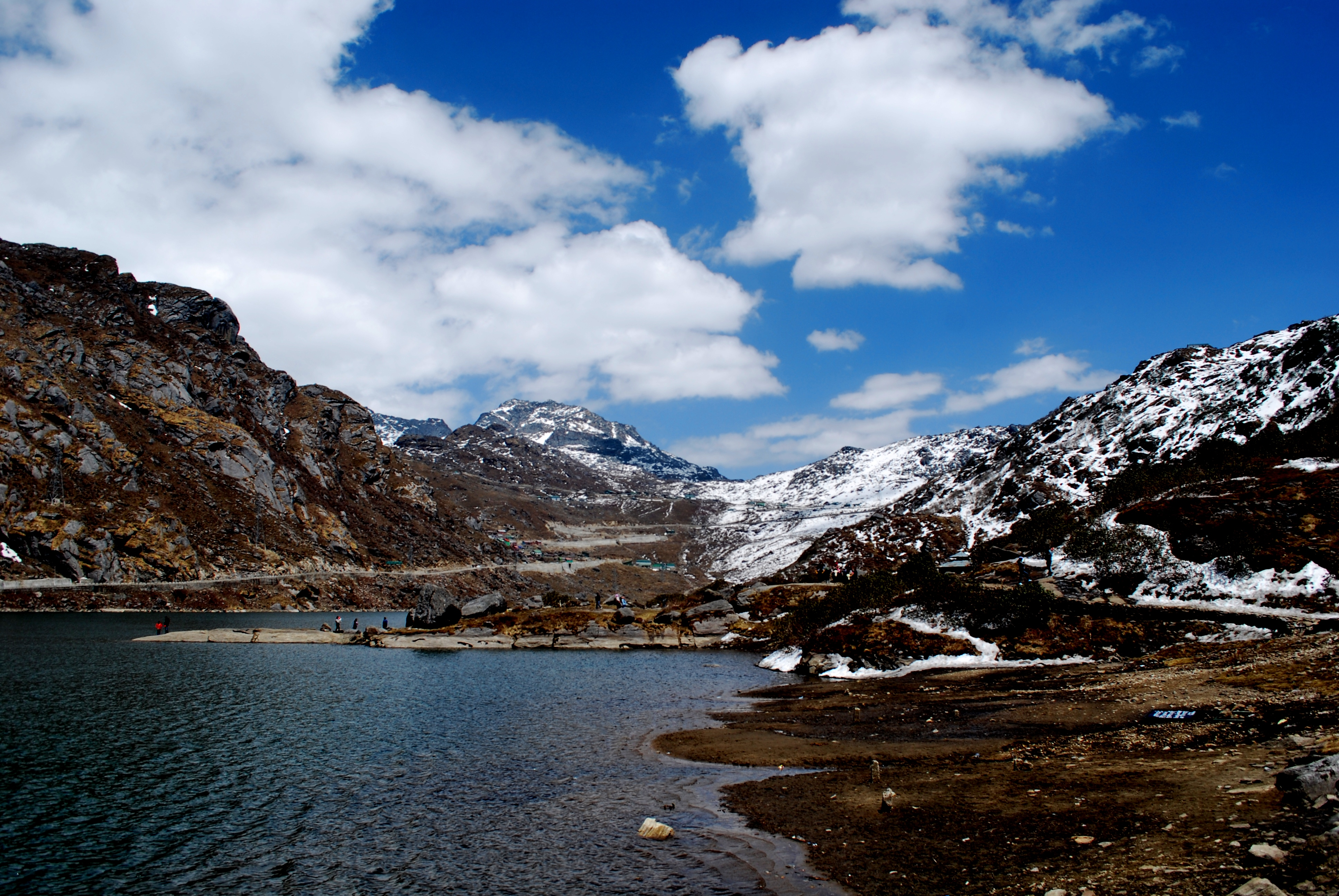
Lago Tsomgo - April 2017

El lago se encuentra unos 40 km al este de Gangtok, la capital de Sikkim, y unos 15 km al oeste del paso de Natula, única conexión por carretera entre Sikkim y el Tíbet chino. 
Situado a una altitud de 3780 m sobre el nivel de mar, el lago tiene forma ovalada, con una longitud de cerca de un kilómetro y una profundidad media de quince metros.
Durante los meses de invierno, el lago se congela. Es alimentado por nieve fundida durante los meses de verano, de abril a agosto.
El lago Tsomgo es un lago sagrado para las poblaciones budistas e hindúes de Sikkim.

## Ecosistema
La flora alrededor del lago incluye al rhododendron, prímulas, iris y amapolas. Los patos Brahminy, el panda rojo y varios pájaros migratorios frecuentan el lago.
Debido a la promoción del turismo, algunos locales han establecido tiendas ofreciendo paseos con yak, queso de yak y aperitivos.

## Accesos
El lago Tsomgo se encuentra en la carretera que une Gangtok con el paso de Natula. Debido a su conexión con China, la carretera se encuentra intensamente vigilada por el ejército indio. Se necesita un permiso especial, que se puede obtener en Gangtok, para poder incorporarse a esta carretera y llegar al lago.
- Datos: Q542864
- Multimedia: Tsomgo Lake / Q542864